# Дунайський Клатов
Дунайський Клатов (словац. Dunajský Klátov, угор. Dunatőkés) — село, громада в окрузі Дунайська Стреда, Трнавський край, західна Словаччина. Кадастрова площа громади — 4,57 км². Населення — 674 особи (за оцінкою на 31 грудня 2017 р.).
Знаходиться за ~8 км на північний схід від адмінцентра округу міста Дунайська Стреда.
Перша згадка 1393 року як Theukes.
1938–45 рр під окупацією Угорщини.

## Географія
Протікають Клатовський рукав; Старий Клатовський канал і Клатовський канал .

## Населення
| Рік:            | 1994. | 2004.    | 2014.    | 2024.    |
| --------------- | ----- | -------- | -------- | -------- |
| Кількість осіб: | 465   | 416      | 571      | 860      |
| Різниця:        |       | -10,53 % | +37,25 % | +50,61 % |

| Рік:            | 2023. | 2024.   |
| --------------- | ----- | ------- |
| Кількість осіб: | 854   | 860     |
| Різниця:        |       | +0,70 % |

## Транспорт
Автошлях (Cesty II. triedy) II/507